# A Kid in King Arthur's Court
A Kid in King Arthur's Court là một bộ phim giả tưởng năm 1995 của đạo diễn Michael Gottlieb và được Walt Disney Pictures phát hành kết hợp với Trimark Pictures và Tapestry Films. Nó dựa trên cuốn tiểu thuyết A Connecticut Yankee in King Arthur's Court của Mark Twain (trước đây được Disney dựng thành Unidentified Flying Oddball vào năm 1978, trong đó Ron Moody cũng đóng Merlin), được ghép vào bối cảnh thế kỷ XX.

## Nội dung
Calvin Fuller là một cậu bé ngốc sống ở vùng ngoại ô Reseda của Los Angeles và không phải là một cầu thủ bóng chày giỏi. Cậu bé thiếu tự tin tên Fuller này lần đầu tiên tại một trận bóng chày khi đội Knights của cậu sẵn sàng cho một cuộc tấn công khác. Bỗng một trận động đất ập đến; Khi những người khác bỏ chạy, một cái hố từ dưới mặt đất mở ra dưới chân của Calvin và cậu rơi xuống vực sâu. Cuối cùng cáp đáp xuống đầu của một hiệp sĩ đen thế kỷ VI. Khi nghe về vẻ ngoài kỳ diệu của mình, Vua Arthur già, coi anh ta là vị cứu tinh mà ngoại hình được Merlin đã tiên đoán, đã đặt tên cho cậu là Calvin của Reseda và mời cậu dùng bữa.